# Francolí de Swierstra
El francolí de Swierstra (Pternistis swierstrai) és una espècie d'ocell de la família dels fasiànids (Phasianidae) que habita la selva de les muntanyes de l'oest d'Angola, concretament als boscos afromontans d'elevacions com el Mont Moco i el Mont Soque, que s'estan reduint ràpidament.

## Distribució i hàbitat
On les parcel·les de bosc són més petites, com ara al mont Moco, molt rarament s'observa en parcel·les de bosc de menys d'1 hectàrea, i una vegada es va observar aventurant-se a prats adjacents al bosc. Al mont Soque, on s'ha perdut tot el bosc afromontà, el 2005 només quedaven quatre parelles, utilitzant l'únic hàbitat adequat que els quedava en forma de barrancs amb molta vegetació i matolls i arbustos densos al voltant del cim de la muntanya. La seva absència en espais boscosos molt petits i de l'interior de grans espais boscosos, així com la població romanent molt minsa al mont Soque, demostren l'alta dependència de l'espècie de l'hàbitat del bosc afromontà.

## Ecologia

### Dieta
S'alimenta de llavors d'herba i lleguminoses i insectes recollits de la fullaraca.

### Reproducció
L'ecologia reproductora és pràcticament desconeguda, però exemplars juvenils observats a l'agost suggereixen una temporada de reproducció al maig o juny.

## Taxonomia
El francolí de Swierstra va ser descrit el 1929 pel zoòleg sud-africà Austin Roberts a partir d'un exemplar que s'havia recollit a Mombola, Angola. Va establir el nom binomial Chaetopus swierstrai, triant l'epítet específic per honorar l'entomòleg sud-africà Cornelis Jacobus Swierstra.
L'espècie ara es troba dins del gènere Pternistis, que va ser introduït pel naturalista alemany Johann Georg Wagler el 1832.
El francolí de Swierstra és monotípic: no es reconeixen subespècies.